# 貝拉維斯塔 (阿肯色州)
貝拉維斯塔（英語：Bella Vista）是一個位於美國阿肯色州本頓縣的城市。根據2020年美國人口普查，該地人口為30104人，而該地的面積約為121.34平方千米。

## 地理
貝拉維斯塔位于本顿县县治本顿维尔的北面，毗邻密苏里州。該地的平均海拔高度為350米（即1150英尺）。

## 公园和娱乐设施

### 湖泊
贝拉维斯塔有7个湖泊。这些湖泊只对社区的成员和他们的客人开放使用。这些湖泊都是1960年代至1980年代人工建造的。

### 步道

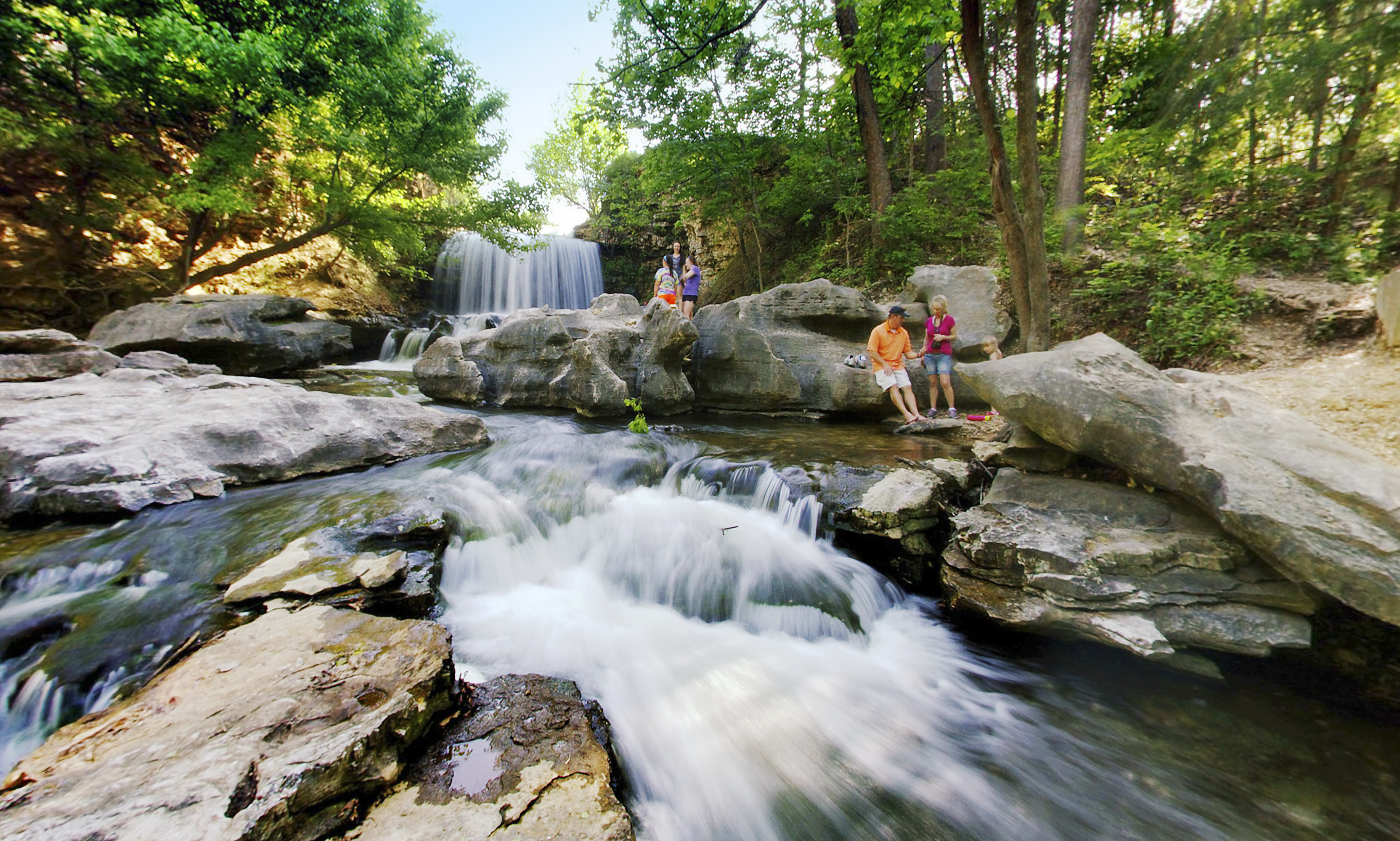
谭雅溪瀑布，2017年

与湖泊不同，贝拉维斯塔的步道对所有公众开放。谭雅溪自然步道（Tanyard Creek Nature Trail）位于温莎湖（Lake Windsor）大坝附近，在贝拉维斯塔的中部。2016年，总长度大约40英里（64）、名为“回到40”（The Back 40）的徒步和山地车小径建成，每年吸引大量山地自行车爱好者前来。另一个总长相似的“小糖溪小径”于2020年部分开放，与“回到40”连成一个巨大的步道网络。2023年7月，贝拉维斯塔业主协会以7比1的投票通过了修建7条新步道的计划。2015年制定的步道总体规划显示，到2025年将建成150英里（240公里）的步道。

## 著名人士
- 唐娜·哈钦森（Donna Hutchinson），2007年至2013年任阿肯色州众议院议员。
- 吉姆·希茨（Jim Sheets），在温斯洛普·洛克菲勒（Winthrop Rockefeller）政府时期，1967年至1968年任阿肯色州众议院议员，现为贝拉维斯塔的退休居民。
- 加思·史密斯（Garth Smith），钢琴家、作曲家和音乐家，以其对耶稣基督后期圣徒教会福音音乐的贡献而闻名。